# Copa Federació soviètica de futbol
La Copa Federació soviètica de futbol fou una competició futbolística de la Unió Soviètica similar a la Copa soviètica de futbol, on els participants eren exclusivament els clubs de la màxima divisió del campionat soviètic.

## Historial
| Any  | Campió                | Resultat | Finalista             |
| ---- | --------------------- | -------- | --------------------- |
| 1986 | Dniprò Dnipropetrovsk | 2 - 0    | Zenit Leningrad       |
| 1987 | Spartak Moscou        | 4 - 1    | Metalist Kharkiv      |
| 1988 | Kairat Almaty         | 4 - 1    | Neftchi Baku          |
| 1989 | Dniprò Dnipropetrovsk | 2 - 1    | Dynamo Minsk          |
| 1990 | Chornomorets Odessa   | 2 - 0    | Dniprò Dnipropetrovsk |

## Palmarès
| Títols | Club                  |
| ------ | --------------------- |
| 2      | Dniprò Dnipropetrovsk |
| 1      | Kairat Almaty         |
| 1      | Spartak Moscou        |
| 1      | Chornomorets Odessa   |